# Антон Ганев
Антон Стефанов Ганев е български офицер (генерал-майор).

## Биография
Антон Ганев е роден на 29 януари 1893 г. в Русе, Княжество България. През 1912 г. завършва Военното на Негово Величество училище и на 2 август е произведен в чин подпоручик. Служи в 4-та пионерна дружина и 3-та инженерна дружина. В периода 1923 – 1926 г. учи във Военната академия. През 1926 г. е назначен за командир на 2-ра колоездачна дружина, а от следващата година е командир на 3-ти инженерен полк. От 1928 г. е началник на Школата за запасни офицери. През 1932 г. е изпратен в Букурещ като военен аташе (още веднъж е аташе там през 1934). От следващата година е началник-щаб на 6-а пехотна бдинска дивизия. Излиза в запас през 1935 г. Между 11 юни 1938 и 10 октомври 1943 г. е началник на трудовата повинност. Като такъв участва в спасяването на българските евреи от лагерите на смъртта. Самоубива се на 5 ноември 1944 г. в дома си в София, на ул. Стефан Караджа № 22.

## Военни звания
- Подпоручик (2 август 1912)
- Поручик (2 август 1914)
- Капитан (20 юли 1917)
- Майор (27 ноември 1923)
- Подполковник (5 декември 1927)
- Полковник (18 юли 1934)
- Трудов генерал-майор